# 2006 NFL Draft
2006 NFL Draft er National Football League Udkast, det 71’erne i ligaens historie, fandt sted i New York City på Radio City Music Hall den 29. april og 30. april 2006

## Valgte spillere
|  | = Hall of Fame |  | = Pro Bowler |

### Runde 1
| Pick # | NFL Hold                                                 | Spiller               | Position         | College              |
| ------ | -------------------------------------------------------- | --------------------- | ---------------- | -------------------- |
| 1      | Houston Texans                                           | Mario Williams        | Defensive end    | North Carolina State |
| 2      | New Orleans Saints                                       | Reggie Bush           | Running back     | USC                  |
| 3      | Tennessee Titans                                         | Vince Young           | Quarterback      | Texas                |
| 4      | New York Jets                                            | D'Brickashaw Ferguson | Offensive Tackle | Virginia             |
| 5      | Green Bay Packers                                        | A. J. Hawk            | Linebacker       | Ohio State           |
| 6      | San Francisco 49ers                                      | Vernon Davis          | Tight End        | Maryland             |
| 7      | Oakland Raiders                                          | Michael Huff          | Safety           | Texas                |
| 8      | Buffalo Bills                                            | Donte Whitner         | Safety           | Ohio State           |
| 9      | Detroit Lions                                            | Ernie Sims            | Linebacker       | Florida State        |
| 10     | Arizona Cardinals                                        | Matt Leinart          | Quarterback      | USC                  |
| 11     | Denver Broncos (fra St. Louis Rams)                      | Jay Cutler            | Quarterback      | Vanderbilt           |
| 12     | Baltimore Ravens (fra Cleveland Browns)                  | Haloti Ngata          | Defensive Tackle | Oregon               |
| 13     | Cleveland Browns (fra Baltimore)                         | Kamerion Wimbley      | Defensive End    | Florida State        |
| 14     | Philadelphia Eagles                                      | Brodrick Bunkley      | Defensive Tackle | Florida State        |
| 15     | St. Louis Rams (fra Atlanta Falcons via Denver)          | Tye Hill              | Cornerback       | Clemson              |
| 16     | Miami Dolphins                                           | Jason Allen           | Safety           | Tennessee            |
| 17     | Minnesota Vikings                                        | Chad Greenway         | Linebacker       | Iowa                 |
| 18     | Dallas Cowboys                                           | Bobby Carpenter       | Linebacker       | Ohio State           |
| 19     | San Diego Chargers                                       | Antonio Cromartie     | Cornerback       | Florida State        |
| 20     | Kansas City Chiefs                                       | Tamba Hali            | Defensive End    | Penn State           |
| 21     | New England Patriots                                     | Laurence Maroney      | Running back     | Minnesota            |
| 22     | San Francisco 49ers (fra Washington Redskins via Denver) | Manny Lawson          | Linebacker       | North Carolina State |
| 23     | Tampa Bay Buccaneers                                     | Davin Joseph          | Guard            | Oklahoma             |
| 24     | Cincinnati Bengals                                       | Johnathan Joseph      | Cornerback       | South Carolina       |
| 25     | Pittsburgh Steelers (fra New York Giants)                | Santonio Holmes       | Wide Receiver    | Ohio State           |
| 26     | Buffalo Bills (fra Chicago Bears)                        | John McCargo          | Defensive Tackle | North Carolina State |
| 27     | Carolina Panthers                                        | DeAngelo Williams     | Running back     | Memphis              |
| 28     | Jacksonville Jaguars                                     | Marcedes Lewis        | Tight End        | UCLA                 |
| 29     | New York Jets (fra Denver via Atlanta)                   | Nick Mangold          | Center           | Ohio State           |
| 30     | Indianapolis Colts                                       | Joseph Addai          | Running back     | LSU                  |
| 31     | Seattle Seahawks                                         | Kelly Jennings        | Cornerback       | Miami (Florida)      |
| 32     | New York Giants (fra Pittsburgh)                         | Mathias Kiwanuka      | Defensive End    | Boston College       |

### Runde 2
| Pick # | NFL Hold                                             | Spiller            | Position         | College             |
| ------ | ---------------------------------------------------- | ------------------ | ---------------- | ------------------- |
| 33     | Houston                                              | DeMeco Ryans       | Linebacker       | Alabama             |
| 34     | Cleveland (fra New Orleans)                          | D'Qwell Jackson    | Linebacker       | Maryland            |
| 35     | Washington (fra New York Jets)                       | Rocky McIntosh     | Linebacker       | Miami (Florida)     |
| 36     | New England (fra Green Bay)                          | Chad Jackson       | Wide Receiver    | Florida             |
| 37     | Atlanta (fra San Francisco via Denver and Green Bay) | Jimmy Williams     | Cornerback       | Virginia Tech       |
| 38     | Oakland                                              | Thomas Howard      | Linebacker       | UTEP                |
| 39     | Philadelphia (fra Tennessee)                         | Winston Justice    | Offensive Tackle | Southern California |
| 40     | Detroit                                              | Daniel Bullocks    | Safety           | Nebraska            |
| 41     | Arizona                                              | Taitusi Lutui      | Guard            | Southern California |
| 42     | Chicago (fra Buffalo)                                | Danieal Manning    | Safety           | Abilene Christian   |
| 43     | New Orleans (fra Cleveland)                          | Roman Harper       | Safety           | Alabama             |
| 44     | New York Giants (fra Baltimore)                      | Sinorice Moss      | Wide Receiver    | Miami (Florida)     |
| 45     | Tennessee (fra Philadelphia)                         | LenDale White      | Running back     | USC                 |
| 46     | St. Louis Rams                                       | Joe Klopfenstein   | Tight End        | Colorado            |
| 47     | Green Bay (fra Atlanta)                              | Daryn Colledge     | Offensive Tackle | Boise State         |
| 48     | Minnesota                                            | Cedric Griffin     | Cornerback       | Texas               |
| 49     | New York Jets (fra Dallas)                           | Kellen Clemens     | Quarterback      | Oregon              |
| 50     | San Diego                                            | Marcus McNeill     | Offensive Tackle | Auburn              |
| 51     | Minnesota (fra Miami)                                | Ryan Cook          | Center           | New Mexico          |
| 52     | Green Bay (fra New England)                          | Greg Jennings      | Wide Receiver    | Western Michigan    |
| 53     | Dallas (fra New York Jets)                           | Anthony Fasano     | Tight End        | Notre Dame          |
| 54     | Kansas City                                          | Bernard Pollard    | Safety           | Purdue              |
| 55     | Cincinnati                                           | Andrew Whitworth   | Offensive Tackle | LSU                 |
| 56     | Baltimore (fra New York Giants)                      | Chris Chester      | Center           | Oklahoma            |
| 57     | Chicago                                              | Devin Hester       | Cornerback       | Miami (Florida)     |
| 58     | Carolina                                             | Richard Marshall   | Cornerback       | Fresno State        |
| 59     | Tampa Bay                                            | Jeremy Trueblood   | Offensive Tackle | Boston College      |
| 60     | Jacksonville                                         | Maurice Jones-Drew | Running back     | UCLA                |
| 61     | Denver                                               | Tony Scheffler     | Tight End        | Western Michigan    |
| 62     | Indianapolis                                         | Tim Jennings       | Cornerback       | Georgia             |
| 63     | Seattle                                              | Darryl Tapp        | Defensive End    | Virginia Tech       |
| 64     | Minnesota (fra Pittsburgh)                           | Tarvaris Jackson   | Quarterback      | Alabama State       |

### Runde 3
| Pick # | NFL Hold                                 | Spiller            | Position         | College            |
| ------ | ---------------------------------------- | ------------------ | ---------------- | ------------------ |
| 65     | Houston                                  | Charles Spencer    | Offensive Tackle | Pittsburgh         |
| 66     | Houston (fra New Orleans)                | Eric Winston       | Offensive Tackle | Miami (Florida)    |
| 67     | Green Bay                                | Abdul Hodge        | Linebacker       | Iowa               |
| 68     | St. Louis (fra San Francisco via Denver) | Claude Wroten      | Defensive Tackle | LSU                |
| 69     | Oakland                                  | Paul McQuistan     | Guard            | Weber State        |
| 70     | Buffalo (from Tennessee)                 | Ashton Youboty     | Cornerback       | Ohio State         |
| 71     | Philadelphia (fra New York Jets)         | Chris Gocong       | Linebacker       | Cal Poly           |
| 72     | Arizona                                  | Leonard Pope       | Tight End        | Georgia            |
| 73     | Chicago (fra Buffalo)                    | Dusty Dvoracek     | Defensive Tackle | Oklahoma           |
| 74     | Detroit                                  | Brian Calhoun      | Running back     | Wisconsin          |
| 75     | Green Bay (fra New England)              | Jason Spitz        | Center           | Louisville         |
| 76     | New York Jets (fra Philadelphia)         | Anthony Schlegel   | Linebacker       | Ohio State         |
| 77     | St. Louis                                | Jon Alston         | Linebacker       | Stanford           |
| 78     | Cleveland                                | Travis Wilson      | Wide Receiver    | Oklahoma           |
| 79     | Atlanta                                  | Jerious Norwood    | Running back     | Mississippi State  |
| 80     | Jacksonville (fra Dallas)                | Clint Ingram       | Linebacker       | Oklahoma           |
| 81     | San Diego                                | Charlie Whitehurst | Quarterback      | Clemson            |
| 82     | Miami                                    | Derek Hagan        | Wide Receiver    | Arizona State      |
| 83     | Pittsburgh (fra Minnesota)               | Anthony Smith      | Safety           | Syracuse           |
| 84     | San Francisco (fra Washington)           | Brandon Williams   | Wide Receiver    | Wisconsin          |
| 85     | Kansas City                              | Brodie Croyle      | Quarterback      | Alabama            |
| 86     | New England                              | David Thomas       | Tight End        | Texas              |
| 87     | Baltimore (fra New York Giants)          | David Pittman      | Cornerback       | Northwestern State |
| 88     | Carolina (fra Chicago)                   | James Anderson     | Linebacker       | Virginia Tech      |
| 89     | Carolina                                 | Rashad Butler      | Offensive Tackle | Miami (Florida)    |
| 90     | Tampa Bay                                | Maurice Stovall    | Wide Receiver    | Notre Dame         |
| 91     | Cincinnati                               | Frostee Rucker     | Defensive End    | USC                |
| 92     | Dallas (fra Jacksonville)                | Jason Hatcher      | Defensive End    | Grambling State    |
| 93     | St. Louis (fra Green Bay)                | Dominique Byrd     | Tight End        | USC                |
| 94     | Indianapolis                             | Freddy Keiaho      | Linebacker       | San Diego State    |
| 95     | Pittsburgh (fra Minnesota via Seattle)   | Willie Reid        | Wide Receiver    | Florida State      |
| 96     | New York Giants (fra Pittsburgh)         | Gerris Wilkinson   | Linebacker       | Georgia Tech       |
| 97     | New York Jets                            | Eric Smith         | Safety           | Michigan State     |

### Runde 4
| Pick # | NFL Hold                                      | Spiller            | Position         | College              |
| ------ | --------------------------------------------- | ------------------ | ---------------- | -------------------- |
| 98     | Houston                                       | Owen Daniels       | Tight End        | Wisconsin            |
| 99     | Philadelphia (fra New Orleans)                | Max Jean-Gilles    | Guard            | Georgia              |
| 100    | San Francisco                                 | Michael Robinson   | Running back     | Penn State           |
| 101    | Oakland                                       | Darnell Bing       | Safety           | USC                  |
| 102    | Tennessee                                     | Calvin Lowry       | Safety           | Penn State           |
| 103    | New York Jets                                 | Brad Smith         | Quarterback      | Missouri             |
| 104    | Green Bay                                     | Cory Rodgers       | Wide Receiver    | TCU                  |
| 105    | Buffalo                                       | Ko Simpson         | Safety           | South Carolina       |
| 106    | New England (fra Detroit)                     | Garrett Mills      | Tight End        | Tulsa                |
| 107    | Arizona                                       | Gabe Watson        | Defensive Tackle | Michigan             |
| 108    | New Orleans (fra Philadelphia)                | Jahri Evans        | Offensive Tackle | Bloomsburg           |
| 109    | Philadelphia (fra Green Bay via St. Louis)    | Jason Avant        | Wide Receiver    | Michigan             |
| 110    | Cleveland                                     | Leon Williams      | Linebacker       | Miami (Florida)      |
| 111    | Baltimore                                     | Demetrius Williams | Wide Receiver    | Oregon               |
| 112    | Cleveland (fra Atlanta)                       | Isaac Sowells      | Guard            | Indiana              |
| 113    | St. Louis (fra San Diego)                     | Victor Adeyanju    | Defensive End    | Indiana              |
| 114    | Miami                                         | Joe Toledo         | Offensive Tackle | Washington           |
| 115    | Green Bay (fra Philadelphia via Minnesota)    | Will Blackmon      | Cornerback       | Boston College       |
| 116    | Tennessee (fra Philadelphia via Dallas)       | Stephen Tulloch    | Linebacker       | North Carolina State |
| 117    | New York Jets (fra Kansas City)               | Leon Washington    | Running back     | Florida State        |
| 118    | New England                                   | Stephen Gostkowski | Kicker           | Memphis              |
| 119    | Denver (fra Washington)                       | Brandon Marshall   | Wide Receiver    | UCF                  |
| 120    | Chicago                                       | Jamar Williams     | Linebacker       | Arizona State        |
| 121    | Carolina                                      | Nate Salley        | Safety           | Ohio State           |
| 122    | Tampa Bay                                     | Alan Zemaitis      | Cornerback       | Penn State           |
| 123    | Cincinnati                                    | Domata Peko        | Defensive Tackle | Michigan State       |
| 124    | New York Giants                               | Barry Cofield      | Defensive Tackle | Northwestern         |
| 125    | Dallas (fra Jacksonville)                     | Skyler Green       | Wide Receiver    | LSU                  |
| 126    | Denver                                        | Elvis Dumervil     | Defensive End    | Louisville           |
| 127    | Minnesota (fra Philadelphia via Indianapolis) | Ray Edwards        | Defensive End    | Purdue               |
| 128    | Seattle                                       | Rob Sims           | Guard            | Ohio State           |
| 129    | New York Giants (fra Pittsburgh)              | Guy Whimper        | Offensive Tackle | East Carolina        |
| 130    | Denver                                        | Domenik Hixon      | Wide Receiver    | Akron                |
| 131    | Pittsburgh                                    | Willie Colon       | Guard            | Hofstra              |
| 132    | Baltimore                                     | P. J. Daniels      | Running back     | Georgia Tech         |
| 133    | Pittsburgh                                    | Orien Harris       | Defensive Tackle | Miami (Florida)      |

### Runde 5
| Pick # | NFL Hold                    | Spiller             | Position            | College             |                     |
| ------ | --------------------------- | ------------------- | ------------------- | ------------------- | ------------------- |
| 134    | Buffalo (fra Houston)       | Kyle Williams       | Defensive Tackle    | LSU                 |                     |
| 135    | New Orleans                 | Rob Ninkovich       | Defensive End       | Purdue              |                     |
| 136    | New England (from Oakland)  | Ryan O'Callaghan    | Tackle              | California          |                     |
| 137    | Tennessee                   | Terna Nande         | Linebacker          | Miami (Ohio)        |                     |
| 138    | Dallas (fra New York Jets)  | Pat Watkins         | Safety              | Florida State       |                     |
| 139    | Atlanta (fra Green Bay)     | Quinn Ojinnaka      | Offensive Tackle    | Syracuse            |                     |
| 140    | San Francisco               | Parys Haralson      | Defensive End       | Tennessee           |                     |
| 141    | Detroit                     | Jonathan Scott      | Offensive Tackle    | Texas               |                     |
| 142    | Arizona                     | Brandon Johnson     | Linebacker          | Louisville          |                     |
| 143    | Buffalo                     | Brad Butler         | Offensive Tackle    | Virginia            |                     |
| 144    | St. Louis                   | Marques Hagans      | Wide Receiver       | Virginia            |                     |
| 145    | Cleveland                   | Jerome Harrison     | Running Back        | Washington State    |                     |
| 146    | Baltimore                   | Dawan Landry        | Safety              | Georgia Tech        |                     |
| 147    | Philadelphia                | Jeremy Bloom        | Wide Receiver       | Colorado            |                     |
| 148    | Green Bay (fra Atlanta)     | Ingle Martin        | Quarterback         | Furman              |                     |
| –      | Miami Dolphins              | Nåede ikke at vælge | Nåede ikke at vælge | Nåede ikke at vælge | Nåede ikke at vælge |
| 149    | Minnesota                   | Greg Blue           | Safety              | Georgia             |                     |
| 150    | New York Jets (fra Dallas)  | Jason Pociask       | Tight End           | Wisconsin           |                     |
| 151    | San Diego                   | Tim Dobbins         | Linebacker          | Iowa State          |                     |
| 152    | Cleveland (fra New England) | DeMario Minter      | Cornerback          | Georgia             |                     |
| 153    | Washington                  | Anthony Montgomery  | Defensive Tackle    | Minnesota           |                     |
| 154    | Kansas City                 | Marcus Maxey        | Cornerback          | Miami (Florida)     |                     |
| 155    | Carolina                    | Jeff King           | Tight End           | Virginia Tech       |                     |
| 156    | Tampa Bay                   | Julian Jenkins      | Defensive End       | Stanford            |                     |
| 157    | Cincinnati                  | A. J. Nicholson     | Linebacker          | Florida State       |                     |
| 158    | New York Giants             | Charlie Peprah      | Safety              | Alabama             |                     |
| 159    | Chicago                     | Mark Anderson       | Defensive End       | Alabama             |                     |
| 160    | Jacksonville                | Brent Hawkins       | Defensive End       | Illinois State      |                     |
| 161    | Denver                      | Chris Kuper         | Guard               | North Dakota        |                     |
| 162    | Indianapolis                | Michael Toudouze    | Guard               | TCU                 |                     |
| 163    | Seattle                     | David Kirtman       | Fullback            | USC                 |                     |
| 164    | Pittsburgh                  | Omar Jacobs         | Quarterback         | Bowling Green       |                     |
| 165    | Green Bay                   | Tony Moll           | Offensive Tackle    | Nevada              |                     |
| 166    | Baltimore                   | Quinn Sypniewski    | Tight End           | Colorado            |                     |
| 167    | Pittsburgh                  | Charles Davis       | Tight End           | Purdue              |                     |
| 168    | Philadelphia                | Omar Gaither        | Linebacker          | Tennessee           |                     |
| 169    | Tennessee                   | Jesse Mahelona      | Defensive Tackle    | Tennessee           |                     |

### Runde 6
| Pick # | NFL Hold                                                    | Spiller            | Position           | College                |
| ------ | ----------------------------------------------------------- | ------------------ | ------------------ | ---------------------- |
| 170    | Houston                                                     | Wali Lundy         | Running Back       | Virginia               |
| 171    | New Orleans                                                 | Mike Hass          | Wide Receiver      | Oregon State           |
| 172    | Tennessee                                                   | Jonathan Orr       | Wide Receiver      | Wisconsin              |
| 173    | Washington (fra New York Jets)                              | Reed Doughty       | Safety             | Northern Colorado      |
| 174    | New Orleans (fra Green Bay)                                 | Josh Lay           | Cornerback         | Pittsburgh             |
| 175    | San Francisco                                               | Delanie Walker     | Tight End/Fullback | Central Missouri State |
| 176    | Oakland                                                     | Kevin Boothe       | Offensive Tackle   | Cornell                |
| 177    | Arizona                                                     | Jonathan Lewis     | Defensive Tackle   | Virginia Tech          |
| 178    | Buffalo                                                     | Keith Ellison      | Linebacker         | Oregon State           |
| 179    | Detroit                                                     | Dee McCann         | Cornerback         | West Virginia          |
| 180    | Cleveland                                                   | Lawrence Vickers   | Fullback           | Colorado               |
| 181    | Cleveland (fra Baltimore)                                   | Babatunde Oshinowo | Defensive Tackle   | Stanford               |
| 182    | Dallas (fra Philadelphia)                                   | Montavious Stanley | Defensive Tackle   | Louisville             |
| 183    | Green Bay (fra St. Louis)                                   | Johnny Jolly       | Defensive Tackle   | Texas A&M              |
| 184    | Atlanta                                                     | Adam Jennings      | Wide Receiver      | Fresno State           |
| 185    | Green Bay (fra Minnesota via Philadelphia)                  | Tyrone Culver      | Defensive back     | Fresno State           |
| 186    | Kansas City (fra Dallas)                                    | Tre' Stallings     | Offensive Tackle   | Ole Miss               |
| 187    | San Diego                                                   | Jeromey Clary      | Offensive Tackle   | Kansas State           |
| 188    | San Diego (fra Miami)                                       | Kurt Smith         | Kicker             | Virginia               |
| 189    | New York Jets (fra Washington via New York Jets and Dallas) | Drew Coleman       | Cornerback         | TCU                    |
| 190    | Kansas City                                                 | Jeff Webb          | Wide Receiver      | San Diego State        |
| 191    | New England                                                 | Jeremy Mincey      | Defensive End      | Florida                |
| 192    | San Francisco (fra Tampa Bay)                               | Marcus Hudson      | Safety             | North Carolina State   |
| 193    | Cincinnati                                                  | Reggie McNeal      | Quarterback        | Texas A&M              |
| 194    | Tampa Bay (fra New York Giants)                             | Bruce Gradkowski   | Quarterback        | Toledo                 |
| 195    | Chicago                                                     | J. D. Runnels      | Fullback           | Oklahoma               |
| 196    | Washington (fra Carolina)                                   | Kedric Golston     | Defensive Tackle   | Georgia                |
| 197    | San Francisco (fra Jacksonville)                            | Melvin Oliver      | Defensive End      | LSU                    |
| 198    | Denver                                                      | Greg Eslinger      | Center             | Minnesota              |
| 199    | Indianapolis                                                | Charlie Johnson    | Offensive Tackle   | Oklahoma State         |
| 200    | Chicago (fra Seattle)                                       | Tyler Reed         | Guard              | Penn State             |
| 201    | Pittsburgh                                                  | Marvin Philip      | Center             | California             |
| 202    | Tampa Bay                                                   | T. J. Williams     | Tight End          | North Carolina State   |
| 203    | Baltimore                                                   | Sam Koch           | Punter             | Nebraska               |
| 204    | Philadelphia                                                | LaJuan Ramsey      | Defensive Tackle   | USC                    |
| 205    | New England                                                 | Dan Stevenson      | Guard              | Notre Dame             |
| 206    | New England                                                 | Le Kevin Smith     | Defensive Tackle   | Nebraska               |
| 207    | Indianapolis                                                | Antoine Bethea     | Safety             | Howard                 |
| 208    | Baltimore                                                   | Derrick Martin     | Cornerback         | Wyoming                |

### Runde 7
| Pick # | NFL Hold                                      | Spiller             | Position         | College                  |
| ------ | --------------------------------------------- | ------------------- | ---------------- | ------------------------ |
| 209    | Cincinnati (fra Houston)                      | Ethan Kilmer        | Defensive back   | Penn State               |
| 210    | New Orleans                                   | Zach Strief         | Offensive Tackle | Northwestern             |
| 211    | Dallas (from New York Jets)                   | Pat McQuistan       | Offensive Tackle | Weber State              |
| 212    | Miami (fra Green Bay)                         | Fred Evans          | Defensive Tackle | Texas State              |
| 213    | Jacksonville (fra San Francisco)              | James Wyche         | Defensive End    | Syracuse                 |
| 214    | Oakland                                       | Chris Morris        | Center           | Michigan State           |
| 215    | Tennessee                                     | Cortland Finnegan   | Defensive back   | Samford                  |
| 216    | Buffalo                                       | Terrance Pennington | Offensive Tackle | New Mexico               |
| 217    | Detroit                                       | Fred Matua          | Guard            | USC                      |
| 218    | Arizona                                       | Todd Watkins        | Wide Receiver    | BYU                      |
| 219    | Baltimore                                     | Ryan LaCasse        | Defensive End    | Syracuse                 |
| 220    | New York Jets (fra Philadelphia)              | Titus Adams         | Defensive Tackle | Nebraska                 |
| 221    | St. Louis                                     | Tim McGarigle       | Linebacker       | Northwestern             |
| 222    | Cleveland                                     | Justin Hamilton     | Safety           | Virginia Tech            |
| 223    | Atlanta                                       | D. J. Shockley      | Quarterback      | Georgia                  |
| 224    | Dallas                                        | E. J. Whitley       | Center           | Texas Tech               |
| 225    | San Diego                                     | Chase Page          | Defensive Tackle | North Carolina           |
| 226    | Miami                                         | Rodrique Wright     | Defensive Tackle | Texas                    |
| 227    | San Diego (fra Minnesota)                     | Jimmy Martin        | Offensive Tackle | Virginia Tech            |
| 228    | Kansas City                                   | Jarrad Page         | Safety           | UCLA                     |
| 229    | New England                                   | Willie Andrews      | Safety           | Baylor                   |
| 230    | Washington                                    | Kili Lefotu         | Guard            | Arizona                  |
| 231    | Cincinnati                                    | Bennie Brazell      | Wide Receiver    | LSU                      |
| 232    | New York Giants                               | Gerrick McPhearson  | Cornerback       | Maryland                 |
| 233    | Miami (fra Chicago)                           | Devin Aromashodu    | Wide Receiver    | Auburn                   |
| 234    | Carolina                                      | Will Montgomery     | Center           | Virginia Tech            |
| 235    | Tampa Bay                                     | Justin Phinisee     | Cornerback       | Oregon                   |
| 236    | Jacksonville                                  | Dee Webb            | Cornerback       | Florida                  |
| 237    | Carolina (fra Denver)                         | Stanley McClover    | Defensive End    | Auburn                   |
| 238    | Indianapolis (fra Tennessee via Indianapolis) | T. J. Rushing       | Cornerback       | Stanford                 |
| 239    | Seattle                                       | Ryan Plackemeier    | Punter           | Wake Forest              |
| 240    | Pittsburgh                                    | Cedric Humes        | Running back     | Virginia Tech            |
| 241    | Tampa Bay                                     | Charles Bennett     | Defensive End    | Clemson                  |
| 242    | St. Louis                                     | Mark Setterstrom    | Guard            | Minnesota                |
| 243    | St. Louis                                     | Tony Palmer         | Guard            | Missouri                 |
| 244    | Tampa Bay                                     | Tim Massaquoi       | Tight End        | Michigan                 |
| 245    | Tennessee                                     | Spencer Toone       | Linebacker       | Utah                     |
| 246    | Tennessee                                     | Quinton Ganther     | Running back     | Utah                     |
| 247    | Detroit                                       | Anthony Cannon      | Linebacker       | Tulane                   |
| 248    | Buffalo                                       | Aaron Merz          | Guard            | California               |
| 249    | Seattle                                       | Benjamin Obomanu    | Wide Receiver    | Auburn                   |
| 250    | Washington                                    | Kevin Simon         | Linebacker       | Tennessee                |
| 251    | Houston                                       | David Anderson      | Wide Receiver    | Colorado State           |
| 252    | New Orleans                                   | Marques Colston     | Wide Receiver    | Hofstra                  |
| 253    | Green Bay                                     | Dave Tollefson      | Defensive End    | Northwest Missouri State |
| 254    | San Francisco                                 | Vickiel Vaughn      | Safety           | Arkansas                 |
| 255    | Oakland                                       | Kevin McMahan       | Wide Receiver    | Maine                    |